# Placă anecoidă

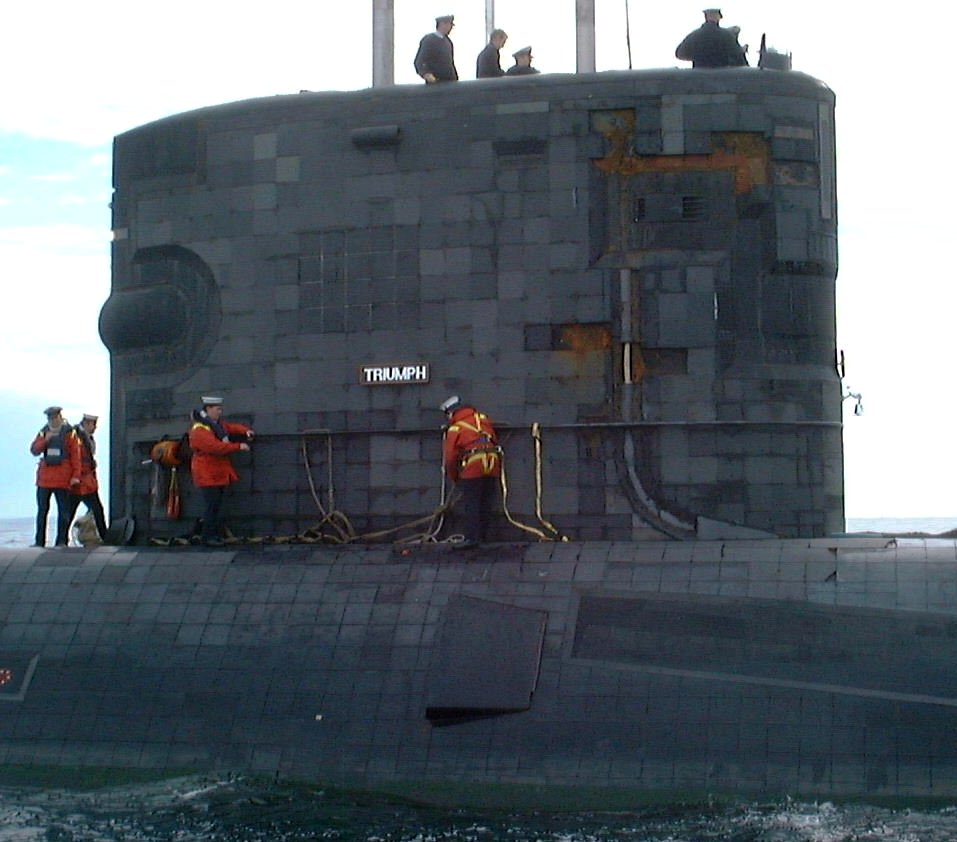
Plăcile anecoide ale HMS Triumph (S93) al Royal Navy.

Plăcile anecoide sunt o căptușeală de cauciuc sau de sorbothane / sorbotan incluzând mii de cavități minuscule. Ele sunt așezate pe exteriorul cocii submarinelor sau al clădirilor militare, cât și în camerele anecoide. Ele au două funcții cu rol de ascundere:
- să absoarbă undele sonarului reducând și deformând semnalul reflectat;
- să atenueze sunetele emise de navă sau de clădire (îndeosebi zgomotul motoarelor), reducând astfel distanța de la care poate fi detectată nava sau clădirea de un sonar pasiv.

## Istoric

### În Germania nazistă
Tehnologia plăcilor anecoide a fost dezvoltată în Germania, în timpul celui de al Doilea Război Mondial, sub numele de cod Alberich, după numele unui vrăjitor din mitologia nordică, care își fabricase o „capă de invizibilitate”.
Așezate pe submarin, aceste plăci formau o căptușeală de cauciuc de 4 mm grosime. Ele atenuau sunetele în plaja de frecvențe de la 10 la 18 kHz la 15% din puterea lor inițială. Această plajă de frecvențe corespundea celor ale primelor sonare ASDIC folosite de Aliați. Mulțumită acestei căptușeli, domeniul operațional al ASDIC era redus de la 2.000 de metri la 300 de metri .
Cauciucul conținea o serie de mici cavități, care ajutau la împrăștierea sunetelor. Problema era că materialul avea performanțe variabile în funcție de adâncimea de imersiune. O altă problemă era pusă de căptușeala submarinelor, care necesita un clei special, precum și o aplicare îngrijită. Primele încercări au fost făcute în 1940, dar căptușirea nu va fi încheiată operațional decât în 1940 pe U-480.

### În Uniunea Sovietică

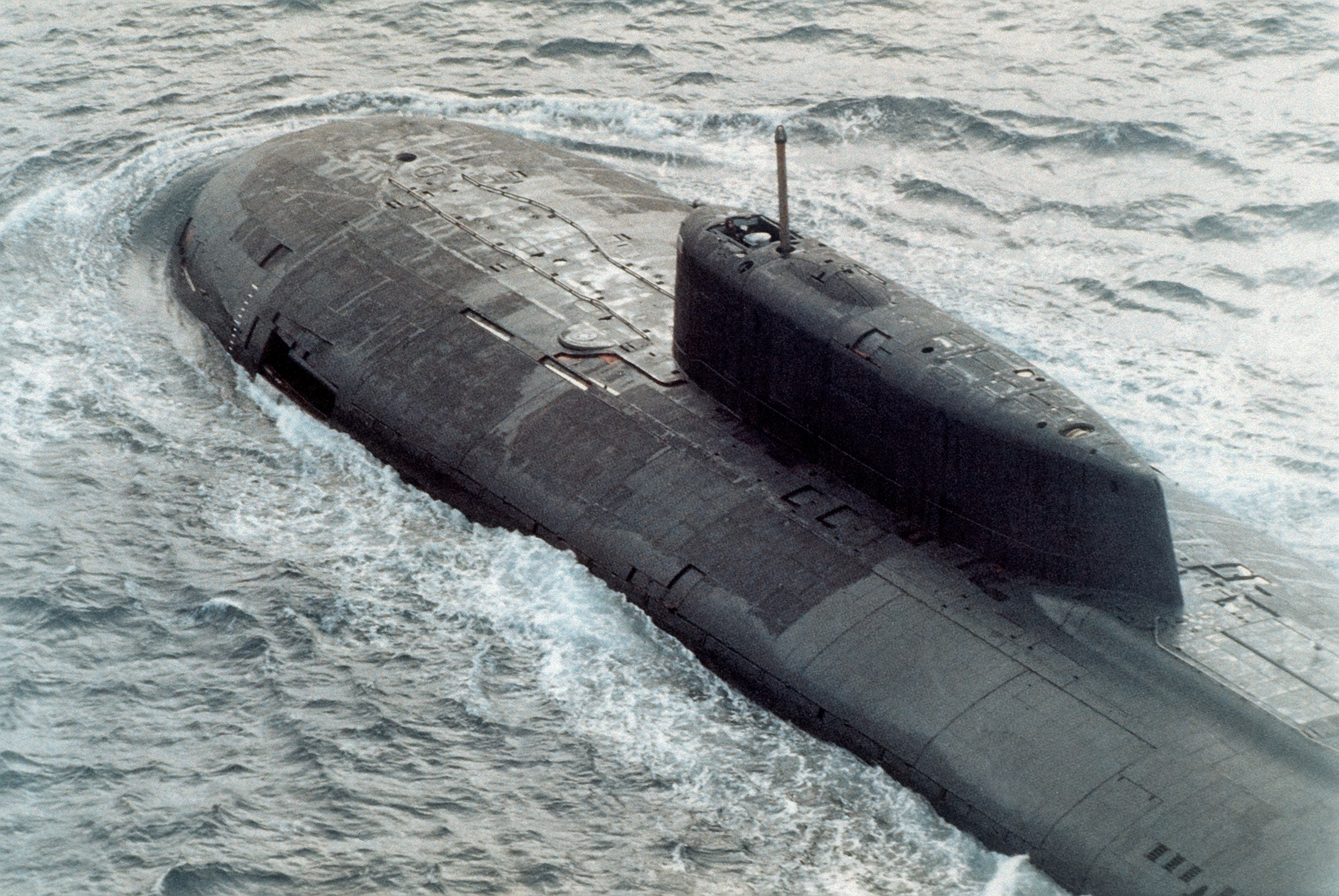
Submarin sovietic din clasa Oscar I, la care se observă lipsa mai multor plăci anecoide.

După război căptușirea anecoidă nu a fost utilizată înainte de anii 1970, când marina sovietică a început să căptușească submarinele cu cauciuc. De-a lungul timpului tehnologia progresând, plăcile au permis reducerea semnăturii acustice a submarinelor, într-un mod radical. Plăcile anecoide ale submarinelor rusești din clasa Akula au o grosime de circa 100 mm și permit reducerea semnăturii acustice de la 10 % la 1 % din puterea inițială.

### Folosirea modernă
Materialele moderne sunt constituite din straturi multiple și cu găuri de mărimi diferite, fiecare concepute pentru o plajă de frecvențe specifică unei adâncimi diferite, Materiale diferite sunt uneori utilizate pentru absorbția frecvențelor sunetelor mașinilor specifice în funcție de locul lor pe submarin.
US Navy a început să aplice căptușeli anecoide pe submarine începând din 1988, iar alte marine au urmat rapid.